# Kurt Bernard
Kurt Bernard Simpson (ur. 8 grudnia 1977 w Limón) – kostarykański piłkarz występujący na pozycji ofensywnego pomocnika.